# Heilsbronn
Cet article possède des paronymes, voir Heilbronn et Heilbron.
Heilsbronn est une ville et commune allemande, située en Bavière, dans l'arrondissement d'Ansbach et le district de Moyenne-Franconie.

## Géographie

Situation de la ville de Heisbronn dans l'arrondissement d'Ansabch

Heilsbronn est située au cœur géographique de la moyenne-Franconie, entre Ansbach (17 km au sud-ouest) et Nuremberg (21 km au nord-est), à la limite avec les arrondissements de Fürth et de Roth.
Communes ayant fusionné avec Heilsbronn au cours des années 1970 :
- 1971, Weiterndorf ;
- 1972, Betzendorf, Bonnhof, Bürglein, Ketteldorf, Müncherlbach, Seitendorf ;
- 1978, Weißenbronn.

## Histoire
Heilsbronn a très certainement été fondée au VIIIe siècle sous le nom de Haholdesbrunn. Son histoire est cependant très liée à celle de son abbaye cistercienne, fondée en 1132 par Rapolo d'Abenberg, qui apparaît sous le nom de Halsbrunn. Ce monastère, très riche et pourvu de domaines jusque dans la région de Ratisbonne, a été de 1297 à 1625 le lieu de sépulture de la Maison de Hohenzollern. Plus de quarante membres de cette famille, burgraves de Nuremberg, margraves d'Ansbach, princes-électeurs de Brandebourg, reposent dans son église.
En 1598, la ville est rattachée à la principauté d'Ansbach et suit donc son histoire, devenant prussienne en 1791, puis bavaroise en 1806. De 1803 à 1880, Heilsbronn a été le chef-lieu d'un arrondissement de Moyenne-Franconie avant d'être intégrée dans l'arrondissement d'Ansabch.
L'ouverture de la ligne de chemin de fer Nuremberg-Ansbach en 1875 a contribué au développement de Heilsbronn.

## Démographie
Ville de Heilsbronn seule :
| 1910  | 1933  | 1939  | 1949  | 1961  | 1963  | 1970  |
| ----- | ----- | ----- | ----- | ----- | ----- | ----- |
| 1 366 | 1 726 | 2 050 | 3 535 | 4 590 | 4 764 | 4 920 |

Ville de Heilsbronn dans ses limites actuelles :
| 1840  | 1871  | 1900  | 1910  | 1925  | 1933  | 1939  | 1950  | 1961  |
| ----- | ----- | ----- | ----- | ----- | ----- | ----- | ----- | ----- |
| 2 814 | 3 057 | 3 244 | 3 281 | 3 720 | 3 749 | 4 001 | 6 648 | 7 027 |

| 1970  | 1987  | 2000  | 2003  | 2009  | - | - | - | - |
| ----- | ----- | ----- | ----- | ----- | - | - | - | - |
| 7 347 | 7 409 | 9 263 | 9 407 | 9 070 | - | - | - | - |

## Monuments
- Église gothique de l'ancienne abbaye possédant un cloître roman ;
- Anciens bâtiments conventuels.

## Personnalités liées à la ville
- Lorenz Zuckermandel (1847-1928), traducteur né à Bürglein.

## Jumelages
Heilsbronn est jumelée avec :
- Jößnitz (Allemagne), un quartier de la ville de Plauen en Saxe.
- Objat (France), dans le département de la Corrèze, région du Limousin.

## Galerie

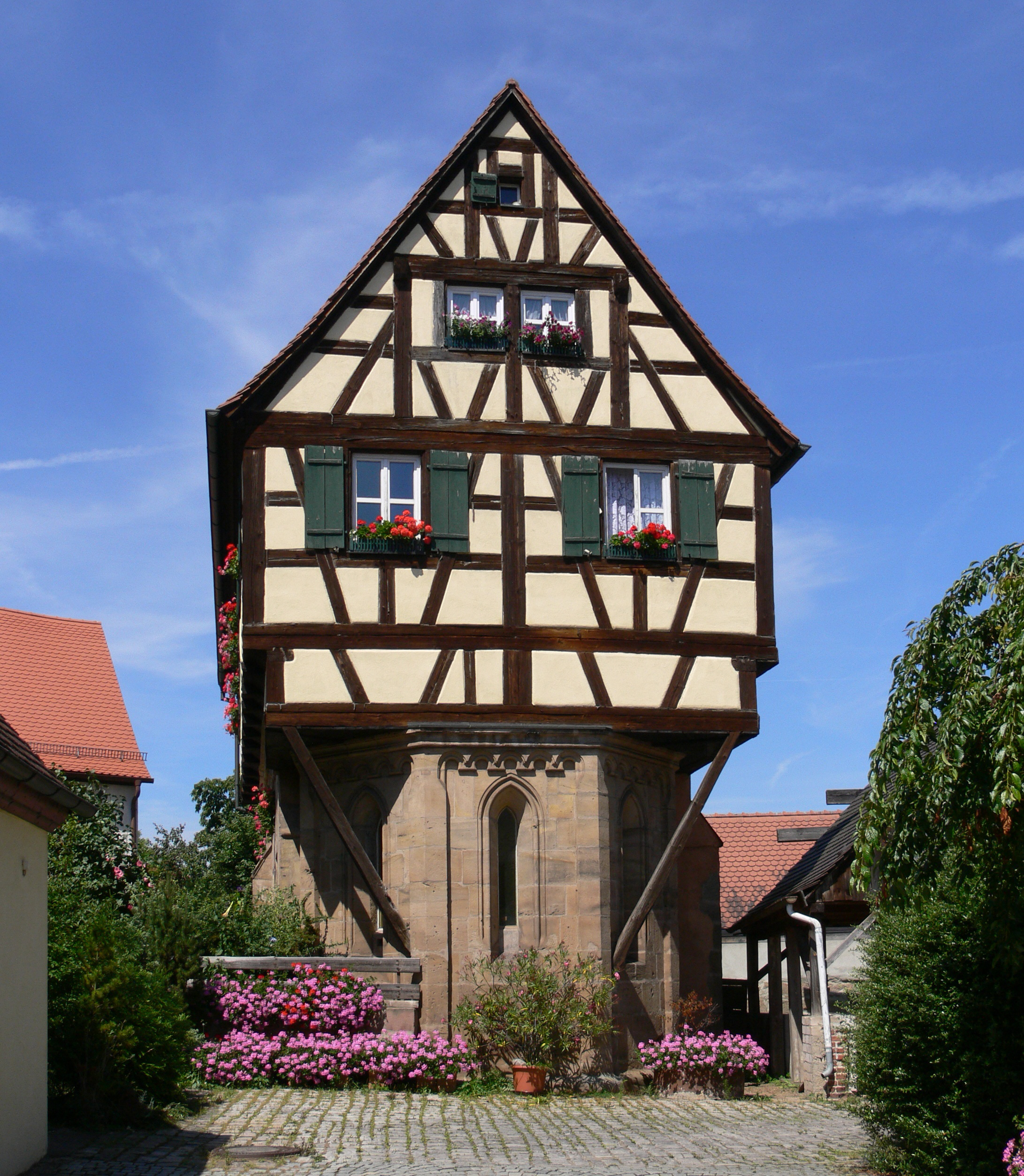
La chapelle de l'ancien hôpital
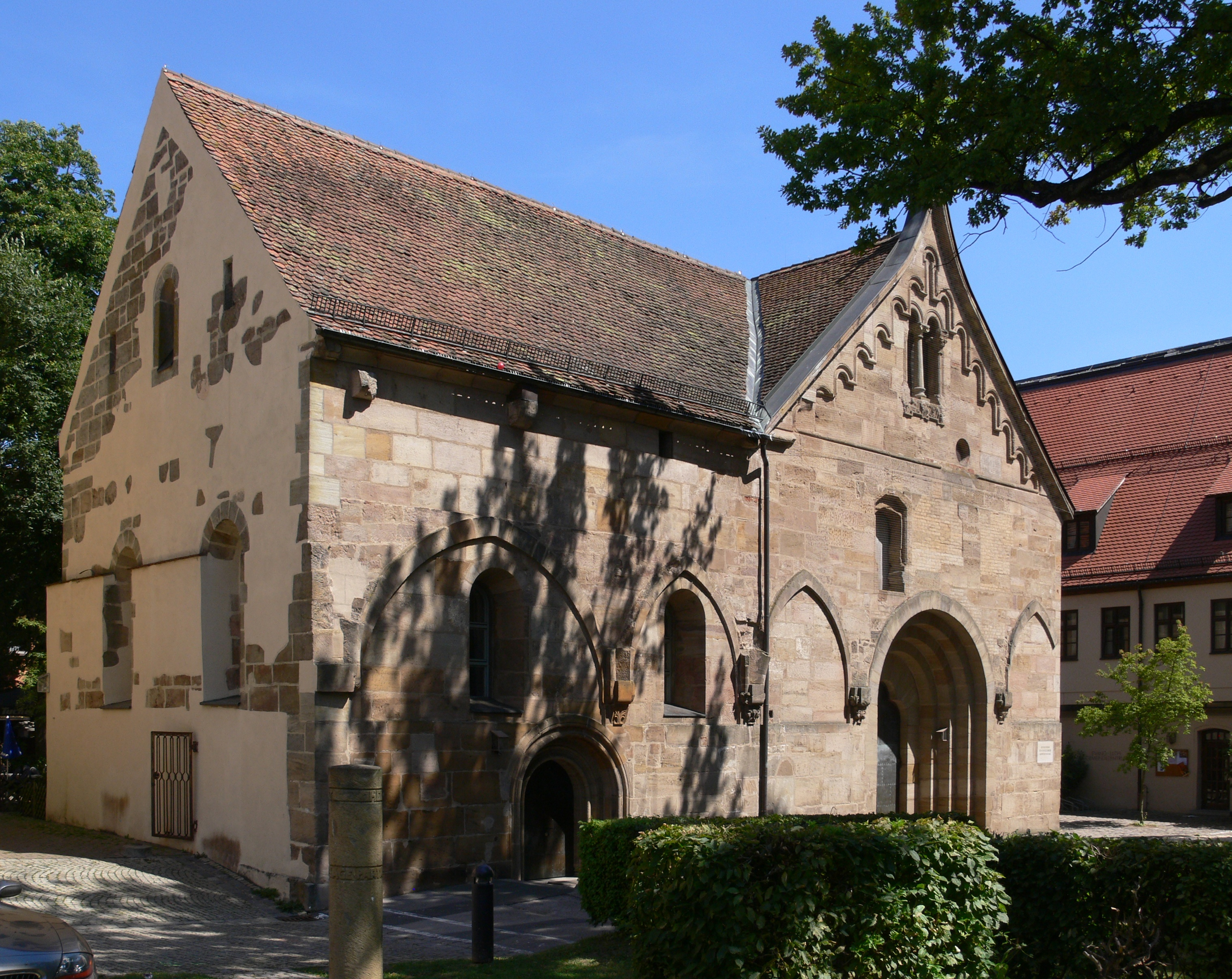
Le réfectoire de l'ancien monastère
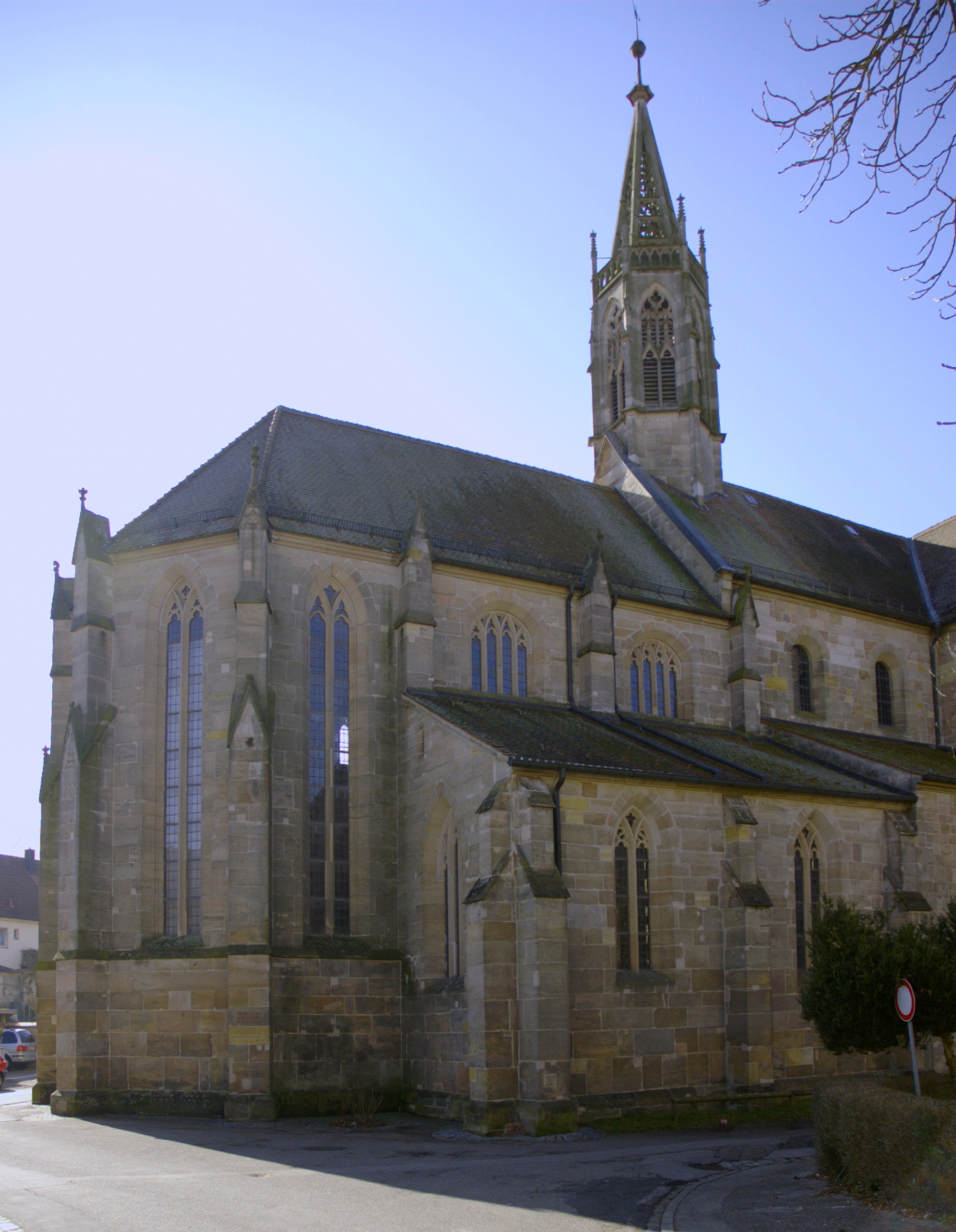
L'église de l'abbaye de Heilsbronn
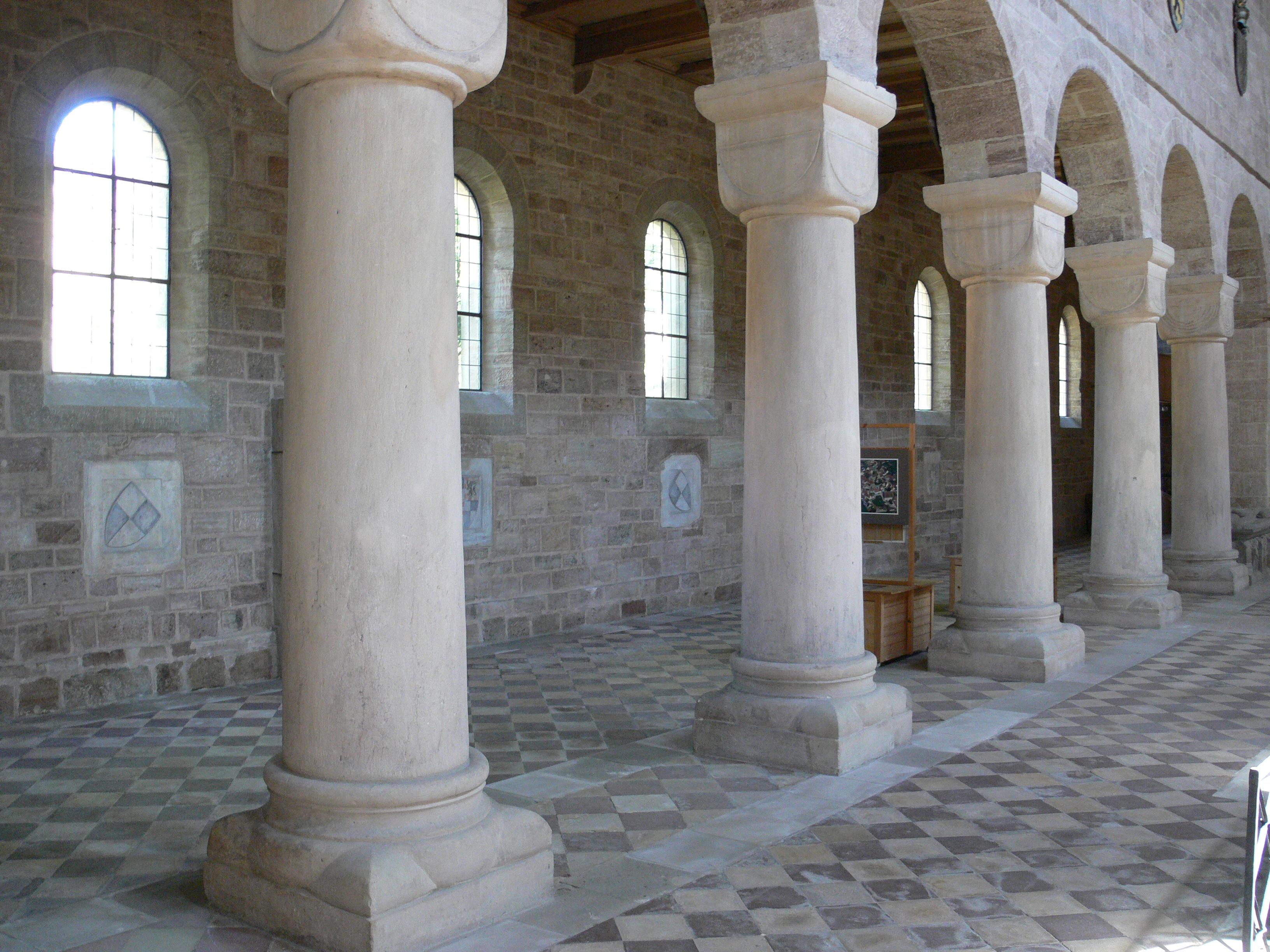
Le cloître de l'abbaye
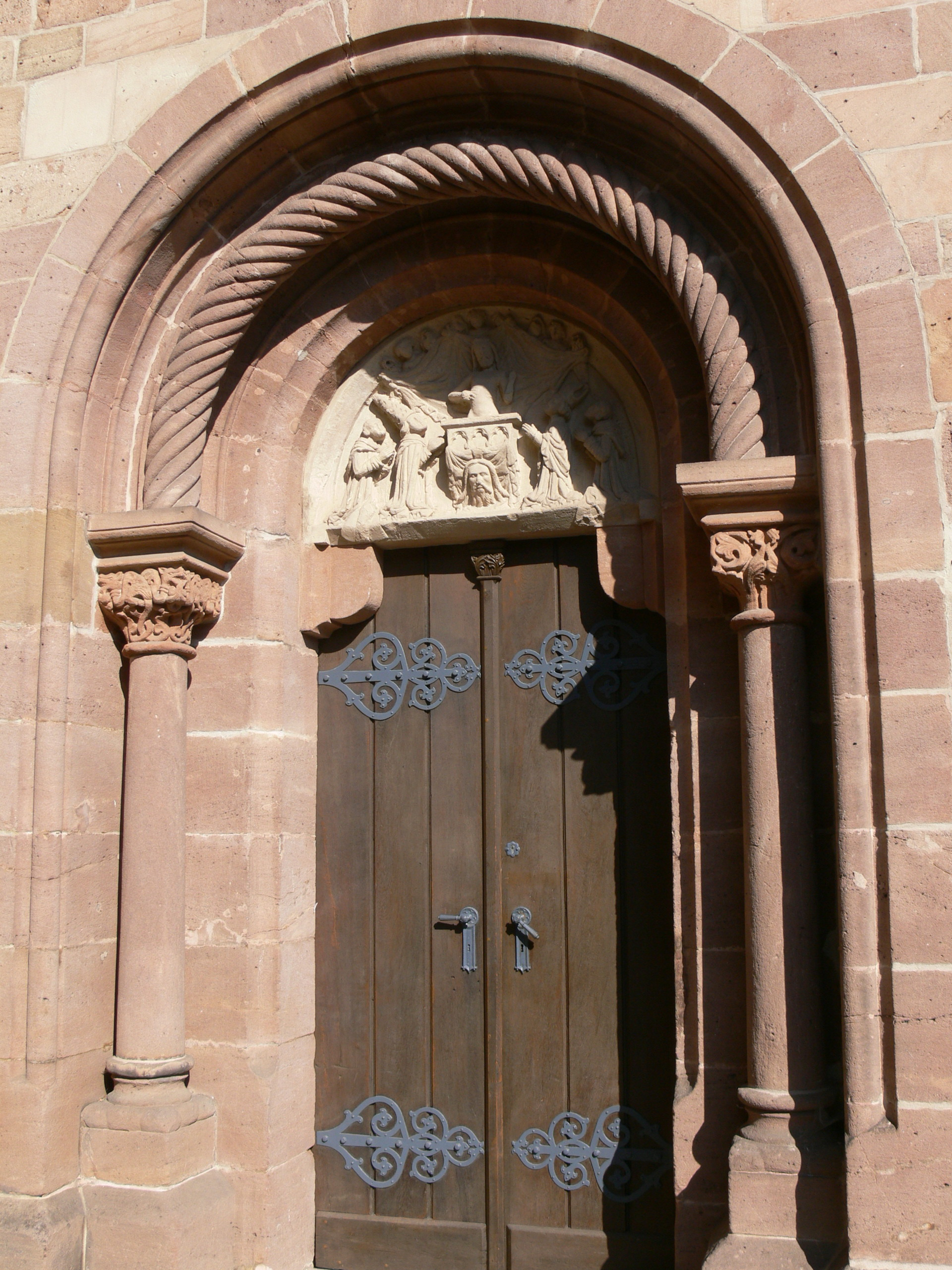
Portail roman de l'abbaye